# シュナイダー・トロフィー・レース

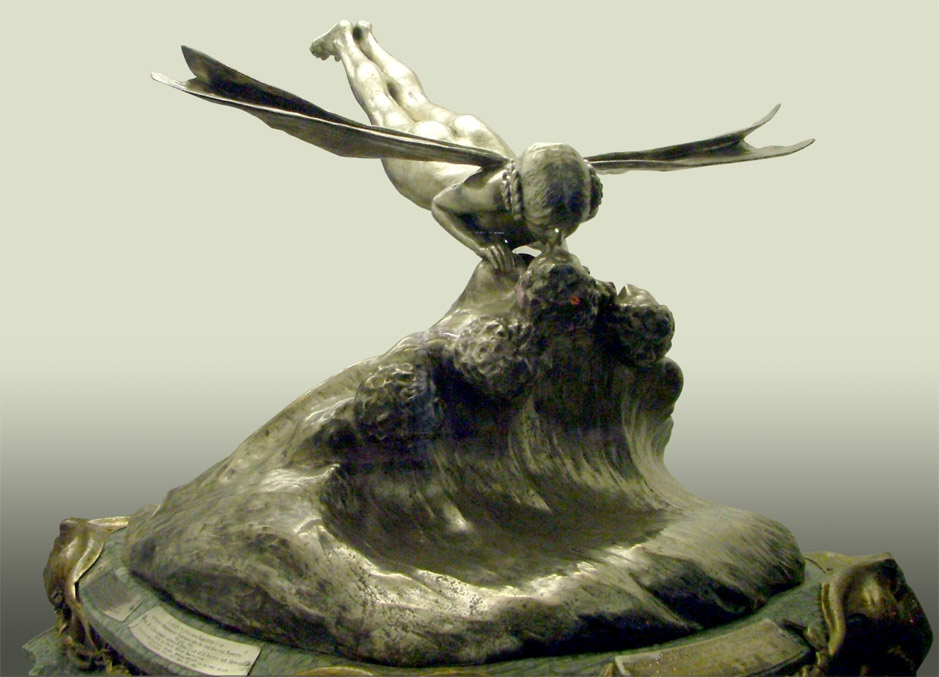
シュナイダー・トロフィー

シュナイダー・トロフィー・レース（The Schneider Trophy）は、1913年から1931年まで欧米各地を持ちまわりで開催された、水上機の速度を競うエアレースである。
正式名称は"Coupe d'Aviation Maritime Jacques Schneider"（クプ・ダヴィアシオン・マリティム・ジャック・シュナイダー）。

## 背景
フランスの富豪、ジャック・シュナイダー（Jacques Schneider）は、世界の各都市を結ぶ航空機の主流は、広大な滑走路を使用せずとも湖水や河川から離着水できる水上機であると考え、航空技術の発達のため、水上機のスピードレースを主催した。
当時の航空機は、離着陸距離を短縮できるフラップなどの高揚力装置の発達以前であったため、翼面荷重と翼幅荷重の大きくなる高速機であるほど長距離の滑走を必要とした。そのため陸上機では良く整備された長大な滑走路の必要性に制限され高速化に限界があった一方で、水上機は離着水に広大な水面が利用できるため制限が緩く、空力的には不利な艇体またはフロートを持つにもかかわらず、むしろ高速化を追求できた。したがってシュナイダー・トロフィーは水上機限定のレースではあったが、ほぼ当時の航空機の「世界最速」を決定するレースでもあった。

## ルール
優勝した国が次の大会を開催し、5年の間に3回優勝した時点でレースを終了し、トロフィーはその優勝国が永久に保有するとされた。
レースは設定された水上の3点上空を通過周回するルールとされ、最初280km、後に350kmの三角形のコースの速度で競われた。

## 経過

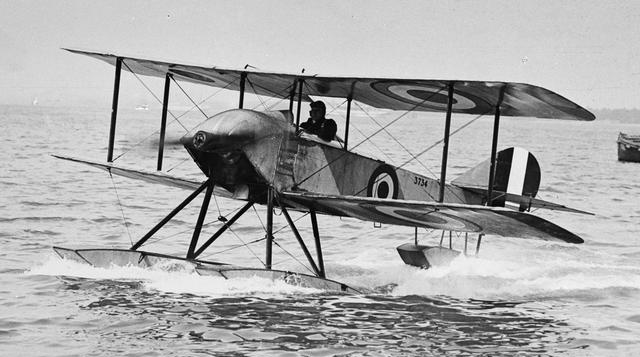
1914年モナコ大会のソッピース タブロイド

第1回大会は1913年に開始されたが、レースが本格化したのは第一次世界大戦後の1919年からである。
第一次大戦後すぐにイタリアが3回連続優勝を達成した。しかし、他の国の態勢が不十分であったり、各国が十分に戦い尽くせてのものではなかったため、イタリアは紳士的にトロフィー永久保持の権利を放棄した。
1923年、アメリカが軍を挙げて参戦し、カーチス CR-3により優勝を勝ち取る。当初はアメリカの姿勢には批判もあったものの、以降、レースは航空機メーカー同士の競争から、各国の威信を賭けたものへと性格を変えていった。
1924年、アメリカの圧倒的な技術力に対抗出来ず、フランス、イタリアは欠場。イギリス機も予選でクラッシュしてしまった為、アメリカはスポーツマンシップにより開催の延期を申し出た。 
翌1925年、満を持して望んだイタリア、イギリス両国であったが、数々の飛行機速度記録を作ったパイロットジミー・ドーリットルの手腕もあり、再びアメリカのカーチス R3C-2が優勝、トロフィーの永久保持まであと1勝と迫る。 

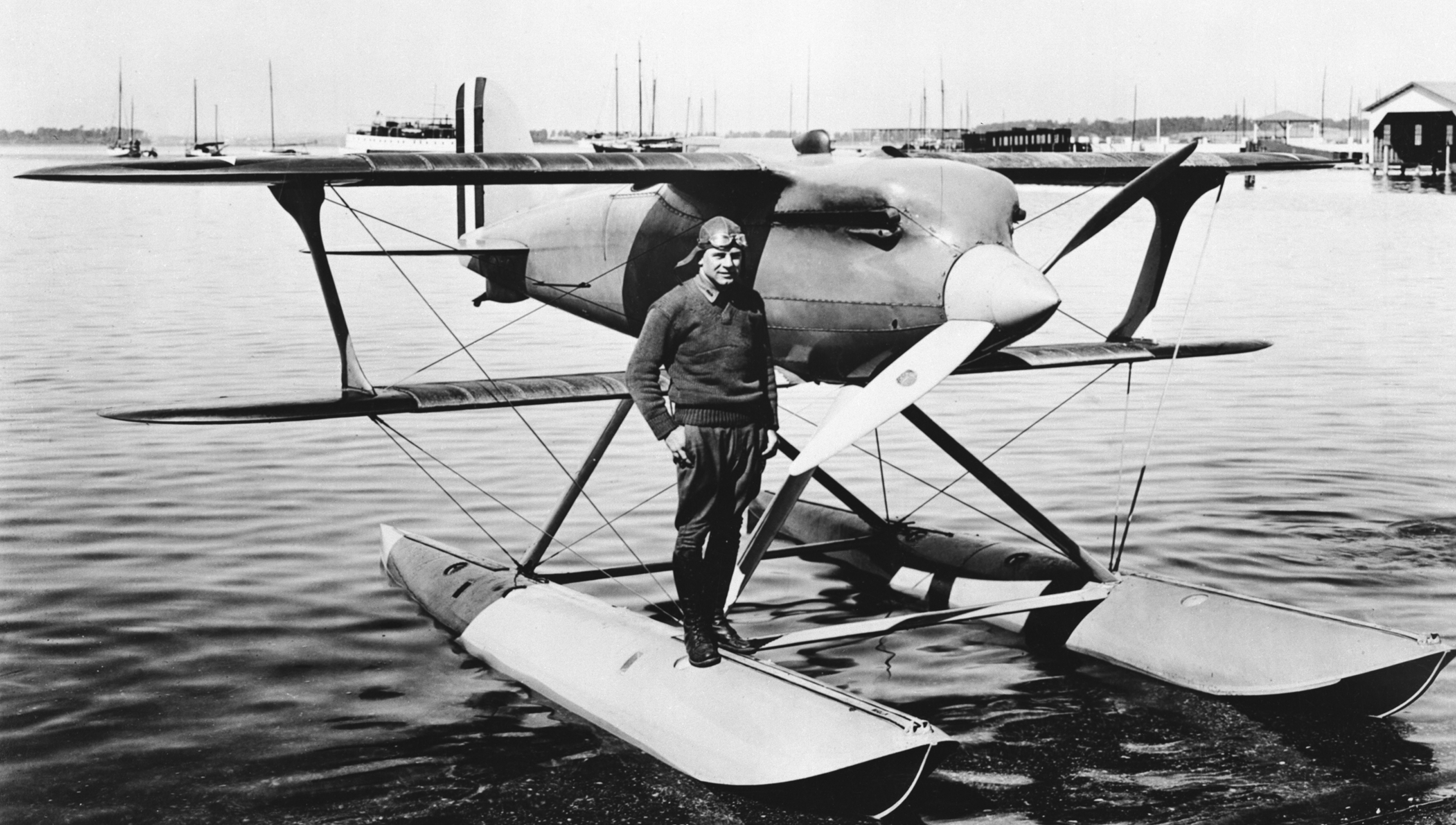
J.ドーリットル中尉とカーチス R3C-2

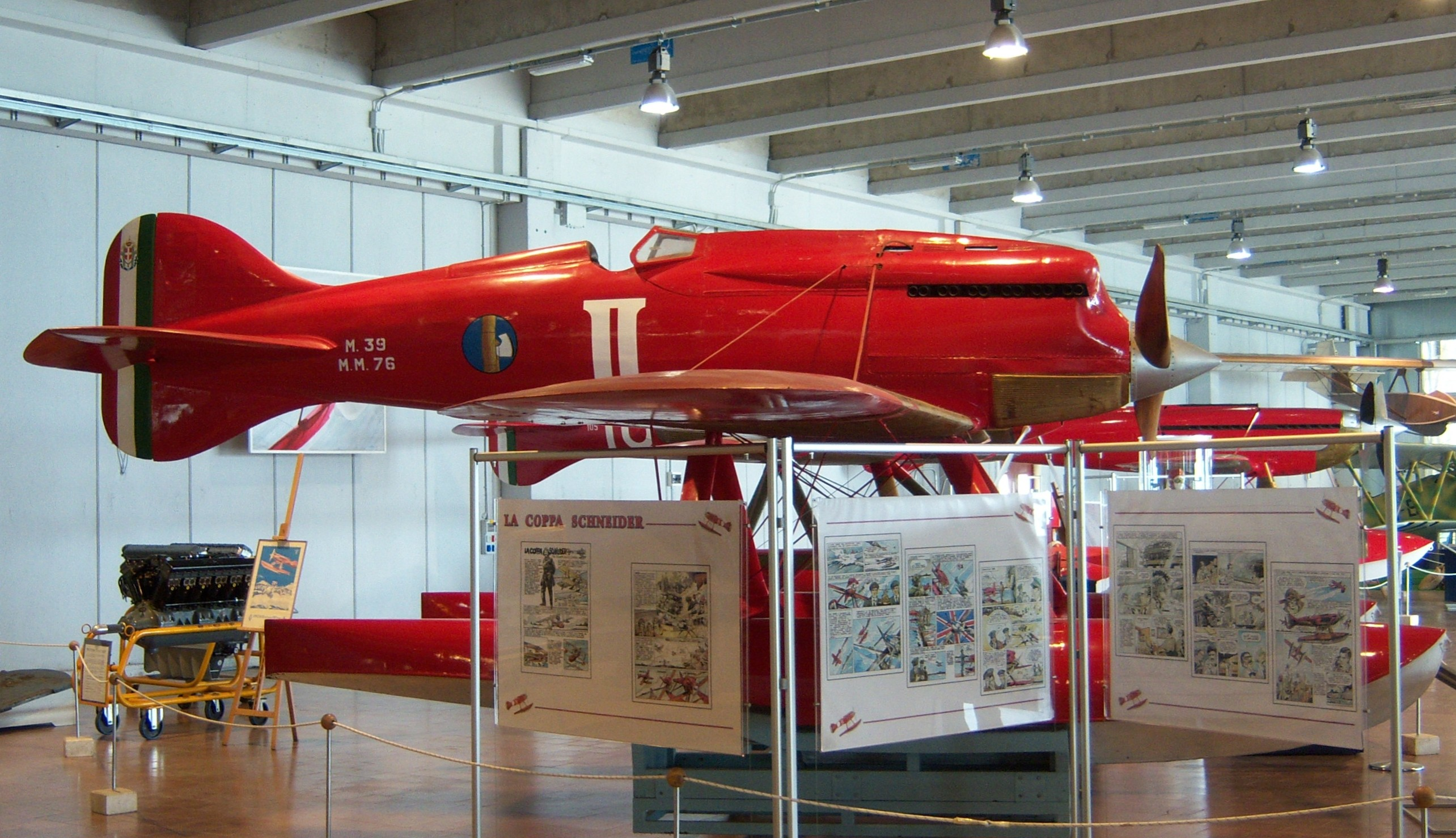
1926年優勝のマッキ M.39

1926年、アメリカは軍が手を引いたものの、搭載エンジンをパッカード製V型12気筒700馬力に強化したカーチス R3C-2が3度目の優勝を達成するものと思われていた。一方、イタリアのマッキ、イギリスのミッチェルは予算、時間、不足で勝てないだろうと予測されていた。ところが、イタリアでは国民の盛り上がりにより、ファシスト党のベニート・ムッソリーニ自らが「いかなる困難にも打ち勝ってトロフィーを獲得せよ」と宣し、国家的プロジェクトを結成してマッキ社を支援する。果たして、空軍少佐のマリオ・デ・ベルナルディが操縦する、フィアット製V型12気筒800馬力の新型エンジンを搭載するマッキ M.39により、アメリカを打ち破った。この大会を最後にアメリカは参加を取りやめ、以降はイギリスとイタリアの一騎討ちとなる。
1927年、イギリスが、後に戦闘機スピットファイアを設計したことで知られるレジナルド・ジョセフ・ミッチェルの設計によるスーパーマリン S.5で優勝。以降、より多くの開発期間をとれるよう隔年開催となる。
主催者であったシュナイダーは、戦争で資産を失い、1928年、貧困のうちに死去した。
1929年、イギリスは、V型12気筒ロールス・ロイス製R型エンジンを搭載したS6で再び優勝。

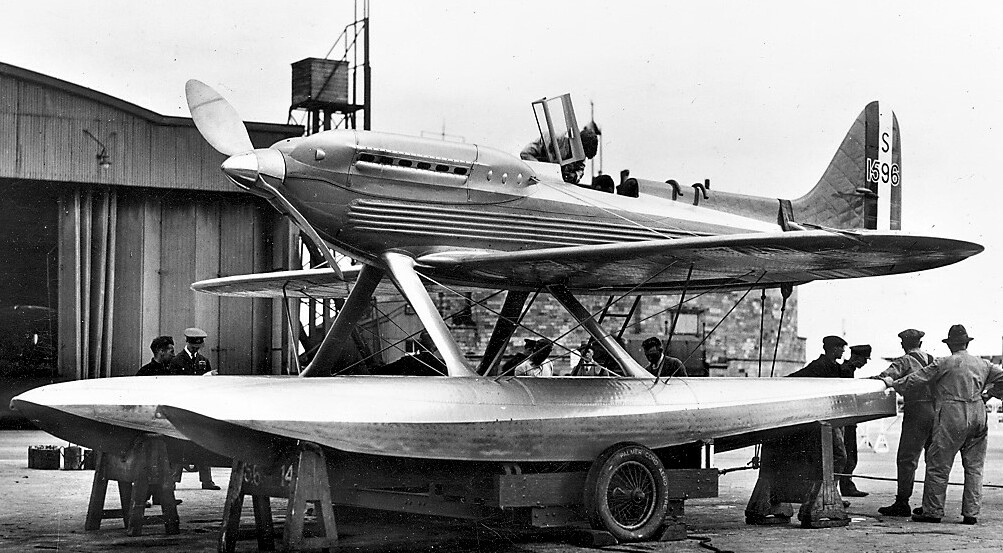
最後の優勝機となったスーパーマリンS6B

1931年、2勝していたイギリスはS6を改良し、合成燃料などの工夫で出力を強化したR型エンジンを搭載したスーパーマリンS6Bで参戦。実は、1931年1月、王立航空クラブ（Royal Aero Club 、略称RAeC ）は王室空軍やイギリス政府に資金要請をするも却下されていた。しかし国民世論の高まりにより船舶業有力者の未亡人レディ・ヒューストンが10万ポンドをスーパーマリン社に寄付した上に、タイムズ紙で「請求書はすべて私のところに持ってきなさい」と訴える。これによりメディアが国民側に立った。対するイタリア側は二重反転プロペラを装備し世界最速を謳っていた（現在に至るまでレシプロ水上機としては史上最速の）マッキ M.C.72で参戦。しかし、M.C.72はエンジン調整に手間取り、参加できず、結果、イギリス空軍中尉J.N.ブースマンが操縦するスーパーマリンS6Bが優勝。これによりイギリスが3大会連続優勝し、シュナイダートロフィーを獲得することとなった。この最後の大会には実に50万人の観客が詰め掛けた。

## 優勝機一覧
| 開催年       | 開催地                   | 優勝機 | 優勝国 | パイロット | 速度（km/h） |
| ------------ | ------------------------ | --- | --- | --- | --- |
| 1913         | モナコ                   | ドゥペルデュサン                                                                                                  | フランス | モーリス・プレヴォ                                                                                                | 073.56 |
| 1914         | モナコ                   | ソッピース タブロイド                                                                                             | イギリス | ハワード・ピクストン                                                                                              | 139.74 |
| 1915 - 1918  | 第一次世界大戦のため中断 | 第一次世界大戦のため中断                                                                                          | 第一次世界大戦のため中断                                                                                          | 第一次世界大戦のため中断                                                                                          | 第一次世界大戦のため中断                                                                                          |
| 1919         | ボーンマス               | 霧条件の中イタリアのG.ジャンネロが乗るサヴォイア S.13が優勝したが、後に自ら辞退したため、レース自体が無効とされた | 霧条件の中イタリアのG.ジャンネロが乗るサヴォイア S.13が優勝したが、後に自ら辞退したため、レース自体が無効とされた | 霧条件の中イタリアのG.ジャンネロが乗るサヴォイア S.13が優勝したが、後に自ら辞退したため、レース自体が無効とされた | 霧条件の中イタリアのG.ジャンネロが乗るサヴォイア S.13が優勝したが、後に自ら辞退したため、レース自体が無効とされた |
| 1920         | ヴェネツィア             | サボイア S.12bis                                                                                                  | イタリア | ルイージ・ボローニャ                                                                                              | 170.54 |
| 1921         | ヴェネツィア             | マッキ M.7bis | イタリア | ジョヴアンニ・ド・ブリガンティ                                                                                    | 189.66 |
| 1922         | ナポリ                   | スーパーマリン シーライオンII                                                                                     | イギリス | アンリ・バード | 234.51 |
| 1923         | カウズ                   | カーチス CR-3 | アメリカ | ディビッド・リッテンハウス                                                                                        | 285.29 |
| 1924         | アメリカ合衆国の旗       | アメリカに対抗できずフランス・イタリアは欠場、イギリスは予選でクラッシュしたため延期                              | アメリカに対抗できずフランス・イタリアは欠場、イギリスは予選でクラッシュしたため延期                              | アメリカに対抗できずフランス・イタリアは欠場、イギリスは予選でクラッシュしたため延期                              | アメリカに対抗できずフランス・イタリアは欠場、イギリスは予選でクラッシュしたため延期                              |
| 1925         | ボルティモア             | カーチス R3C-2 | アメリカ | ジミー・ドーリットル                                                                                              | 374.28 |
| 1926         | ハンプトン・ローズ       | マッキ M.39 | イタリア | マリオ・ベルナルディ                                                                                              | 396.69 |
| 1927         | ヴェネツィア             | スーパーマリン S.5                                                                                                | イギリス | シドニー・ウェブスター                                                                                            | 453.28 |
| 以降隔年開催 |                          | | | | |
| 1929         | Calshot Spit             | スーパーマリン S.6                                                                                                | イギリス | ヘンリー・ワグホーン                                                                                              | 528.89 |
| 1931         | Calshot Spit             | スーパーマリン S.6B                                                                                               | イギリス | ジョン N. ブースマン                                                                                              | 547.31 |

## 日本への影響
日本でも航空雑誌がその様子を記述していたほか「子供の科学」でも記述され、子供たちに夢を与えた。これらを読んだ後、日本の航空産業を担った航空技術者も多い。航空雑誌『シュナイダー』（ネコパブリッシング刊、1998年創刊、休刊中）の誌名は、このレースから取られた。
1992年に公開された映画「紅の豚」の劇中でシュナイダー・トロフィー・レースに触れるシーンが存在する。

## テクノロジー
現在のF1レースなどで一般的なオクタン価を高めた燃料や過給エンジンは、シュナイダー・トロフィーにおける技術競争の過程で開発が進められたものである。シュナイダー・トロフィーにおける過給エンジンは、海面高度での出力増加を図るものであったが、後に過給機は、高高度での性能維持に欠かせない補機となった。

## その後

### トロフィー
現在トロフィーは、規定どおり3連続優勝したイギリスが保有しており、ロンドンのサイエンス・ミュージアム3階の航空機の間に展示されている。

### 復活
1981年、イギリス王立航空クラブの主催でシュナイダー・トロフィー・レースが復活し、ほぼ毎年開催されている。
往時とはレギュレーションが大きく異なり、出場できる機体は、直線水平飛行で100mi/h（160km/h）を維持することができる陸上用プロペラ機に限られている。
トロフィーはオリジナルと同寸のレプリカが使われている。

## 注
1. ↑  主翼は大きい方が同一速度で得られる揚力も大きいが、その分抗力も大きくなり空気抵抗が増え、速度が落ちる。このため高速性能を優先する場合には、主翼は小さい方が空気抵抗が小さくなる。この理論を極限まで追求した機体としては（ジェット機ではあるが）ロッキードF-104スターファイターが有名。
2. ↑  荒れた路面での高速滑走は、タイヤのパンクや降着装置の破壊をもたらすリスクを高める。またタイヤが石などを巻き上げて機体に損傷を与えるリスクも高める（コンコルド墜落事故を参照）。